# Fatick
För andra betydelser, se Fatick (olika betydelser).
Fatick är en stad och kommun i västra Senegal. Den är administrativ huvudort för regionen Fatick och har cirka 35 000 invånare.